# Callitris columellaris
Callitris columellaris là một loài thực vật hạt trần trong họ Cupressaceae. Loài này được F.Muell. mô tả khoa học đầu tiên năm 1866.